# سامي براهم
سامي براهم هو مفكر وناشط حقوقي وباحث تونسي في علم الاجتماع.

## السيرة الذاتية

### النشاط الحقوقي
نشط سامي براهم في صفوف حركة النهضة الإسلامية المعارضة، فتعرض للسجن لمدة 9 سنوات بين 1990 و1999، تعرض أثنائها لأنواع شتى من التعذيب وصلت حد محاولة إخصائه. 

بعد الثورة التونسية، شارك سامي براهم في جلسة الاستماع العلنية الأولى لهيئة الحقيقة والكرامة في 17 نوفمبر 2016.

### النشاط العلمي
سامي براهم متحصّل على شهادة الماجستير في اللغة والآداب العربيّة تخصّص حضارة وهو يعمل كباحث في مركز الدراسات والبحوث الاقتصادية والاجتماعية بتونس وكذلك في قسم اللغة والآداب العربية والحضارة بكلية العلوم الإنسانية والاجتماعية بتونس.

له العديد من المقالات البحثية المنشورة والمشاركات في مؤتمرات بحثية عربية ودولية.

## المنشورات
- الدين والسياسة: بين تهافت العلمانيين وقصور الإسلاميين، منشورات كارم الشريف، تونس، 2012.
- دراسة تحليلية نقدية لأصول الفقه عند المعتزلة من خلال كتاب المعتمد لأبي الحسين البصري المعتزلي (كتاب مشترك مع توفيق بن عامر)، منشورات كارم الشريف، تونس، 2014.

## روابط خارجية
- شهادة سامي براهم في جلسة الاستماع العلنية لهيئة الحقيقة والكرامة على يوتيوب